# 克利緬托維奇
50°14′21″N 27°7′0″E / 50.23917°N 27.11667°E
克利緬托維奇（烏克蘭語：Климентовичі），是烏克蘭的村落，位於該國西部赫梅利尼茨基州，處於茨維托哈河畔，由舍佩蒂夫卡區負責管轄，面積0.45平方公里，海拔高度240米，2007年人口368。